# 石排灣站
石排灣站（葡萄牙語：Estação do Seac Pai Van）是澳門輕軌石排灣線的終點站，位於路環石排灣馬路。本站為高架車站，主體工程於2024年3月完工，同年11月1日正式啟用。車站設置行人天橋連接到達石排灣公屋群。

## 車站結構

### 車站樓層
| 地上二層（P）                  | 月台   | \| \| \| 石排灣線往協和醫院（終點站） \| 1 \| \| \| 島式 · ↑開左邊车门 ↓開右邊车门 \| \| \| \| \| \| \| \| 石排灣線往協和醫院（終點站） \| 2 \| \| |   |  |
| 地上一層（C）                  | 大堂   | 客務中心、自動售票機、通過行人天橋前往石排灣公屋群                                                                                                 |   |  |
| 地面（G）                      | 出入口 | |   |  |
|                                |        | 石排灣線往協和醫院（終點站） | 1 |  |
| 島式 · ↑開左邊车门 ↓開右邊车门 |        | |   |  |
|                                |        | 石排灣線往協和醫院（終點站） | 2 |  |

### 車站大堂
本站設有客戶服務中心、自助售票機、出入閘口以及票務資訊及街道圖，出站指示等。
- 石排灣站客戶服務中心
- 連接車站大堂及石排灣線月台的升降機
- 票務資訊及街道圖

### 月台
- 1號月台
- 2號月台-備用月台

### 出入口
本站設有三個出入口，及一個緊急出口。出入口設於石排灣馬路兩側，靠路環小型賽車場一側設兩個出入口，其中靠路氹連貫公路一側的出入口為緊急通道。同時，會興建連接通道至和諧大馬路及樂居大馬路交界的行人天橋，公共建設局於2024年落實規劃設計石排灣空中走廊，將原有的行人天橋連通，工程則預計於2025年動工。
| 編號 | 指示方向       | 圖片 | 附近目的地 |
| ---- | -------------- | ---- | --- |
| A    | 路環小型賽車場 |      | - 路環小型賽車場 - 澳門國際高爾夫                                                                                        |
| B    | 石排灣馬路     |      | - 十三酒店 - 擎天匯 |
| C    | 和諧大馬路     |      | - 樂居大馬路 - 擎天匯 - 石排灣公屋群 - 石排灣公立學校 - 石排灣社區綜合大樓 - 石排灣社會及衛生服務大樓 - 蝴蝶谷大馬路總站 |

## 使用情況
本站位於石排灣公屋群，加上旁邊為大型住宅項目擎天匯，以及澳門科技大學的學生宿舍，透過轉乘往返澳門科技大學校園。加上輕軌設有長者或學生乘車優惠，吸引不少居住在公屋群的長者乘坐。但由於連接公屋群其他行人天橋石排灣空中走廊於通車初期仍未動工興建，對部分公屋群住戶往返本站相對不便。

## 車站周邊
- 擎天匯
- 石排灣公屋群
- 石排灣水塘
- 路環小型賽車場

## 交通

### 公共巴士
C650 石排灣馬路／擎天匯（Est. Seak Pai Van / Praia Park）
路線：52、55
C651 路環小型賽車場（Kartódromo de Coloane）
路線：52、55
C691 樂居大馬路／居雅大廈（Av. de Lok Koi / Edf. Koi Nga）
路線：15、21A、25、26、26A、50、59、N3
C692 樂居大馬路／樂群樓（Av. de Lok Koi / Edf. Lok Kuan）
路線：15、21A、25、26、26A、50、59、N3

## 歷史

### 初步規劃
2014年1月10日，運輸基建辦公室展開「澳門輕軌系統石排灣線可行性研究意見徵集」，向公眾徵集意見45日，於2月23日結束當中設有以下三個方案。
- 方案一和方案三於石排灣馬路設立本站。
- 方案二於石排灣圓形地直駛入和諧大馬路並設立本站。

2015年8月23日，運輸基建辦公室公佈「澳門輕軌系統石排灣線可行性研究意見徵集」意見，並以方案一作為推薦方案。

### 前期工程及確定定線
2020年7月23日，建設發展辦公室對「C390B 輕軌石排灣線主體建造工程」進行公開招標，總施工期為960個工作天。招標公告首次明確放棄早前所推薦的方案一，取消原來蓮花口岸站轉乘規劃，同時會在本站興建行人天橋連接至石排灣公屋群。
2021年5月20日，建設發展辦公室審標後認為各競投者投標金額及工期明顯偏低，有機會嚴重超支超時，加上建設辦須重新修改圖則。所以特區政府宣布撤銷C390B招標，容後重新招標。
2021年6月2日，“輕軌石排灣線主體建造工程”重新展開招標程序。
2021年6月29日，輕軌石排灣線主體工程進行開標，據建設辦，經開標程序後， 10份標書被接納，1份有條件被接納，但需在指定日期內補交文件。工程造價介乎澳門幣9.08億至澳門幣10.08億正，工期由638工作天至760工作天。

### 興建過程
2021年8月13日，輕軌石排灣線主體工程正式判給，由中國路橋工程責任有限公司以近9.3億澳門元承建，工程日期為685工作天。
2021年10月1日，主體建造工程展開。
2023年初，高架橋橋面進行吊裝施工。

### 開展車站測試
2024年1月8日，運輸工務司司長羅立文表示，石排灣線已開展車站及列車測試，明確表示該線不會由港鐵（澳門）營運。判給較多內容當時預計由輕軌公司負責。
2024年3月31日，石排灣線主體工程已基本完工，開展各系統及列車運行測試工作。列車測試概括分為三個階段進行，第一階段為石排灣線範圍內，第二階段將延伸至設於氹仔線途經的轉車站（蓮花圓形地），第三階段為全線範圍。

### 啟用
2024年11月1日，石排灣線正式通車，首班車於當天13:11於本站開出。

## 外部連結
- 公共建設局 C390B-輕軌石排灣線主體工程 （页面存档备份，存于）